# Julia Riera
Julia Riera (* 29. Mai 2002) ist eine argentinische Tennisspielerin.

## Karriere
Riera spielt bislang vorrangig Turniere der ITF Women’s World Tennis Tour, wo sie bisher sieben Titel im Einzel und drei im Doppel gewinnen konnte.
Im Juli 2021 erreichte sie das Halbfinale beim ITF-Turnier in Monastir im Dameneinzel, wo sie gegen Elizabeth Mandlik mit 2:6, 6:4 und 3:6 verlor. Im Damendoppel erreichte sie mit Partnerin Zdena Šafářová ebenso das Halbfinale.

## Turniersiege

### Einzel
| Nr. | Datum             | Turnier   | Kategorie | Belag | Finalgegnerin        | Ergebnis       |
| --- | ----------------- | --------- | --------- | ----- | -------------------- | -------------- |
| 1.  | 31. Oktober 2021  | Antalya   | ITF W15   | Sand  | Rosa Vicens Mas      | 6:4, 5:7, 7:61 |
| 2.  | 7. November 2021  | Antalya   | ITF W15   | Sand  | Fangran Tian         | 7:63, 6:1      |
| 3.  | 3. September 2022 | Triest    | ITF W25   | Sand  | Oana Georgeta Simion | 6:1, 6:4       |
| 4.  | 23. April 2023    | Guayaquil | ITF W25   | Sand  | Francesca Jones      | 6:2, 7:5       |
| 5.  | 30. April 2023    | Guayaquil | ITF W25   | Sand  | Solana Sierra        | 6:4, 4:6, 6:4  |
| 6.  | 21. April 2024    | Chiasso   | ITF W75   | Sand  | Anna Bondár          | 6:3, 7:62      |
| 7.  | 5. Mai 2024       | Wiesbaden | ITF W100  | Sand  | Jule Niemeier        | 3:6, 6:3, 6:2  |

### Doppel
| Nr. | Datum              | Turnier    | Kategorie      | Belag     | Partnerin        | Finalgegnerinnen                        | Ergebnis  |
| --- | ------------------ | ---------- | -------------- | --------- | ---------------- | --------------------------------------- | --------- |
| 1.  | 1. April 2023      | Sopó       | ITF W25        | Sand      | Guillermina Naya | Victoria Hu Melany Solange Krywoj       | 7:5, 6:4  |
| 2.  | 12. August 2023    | Brasília   | ITF W80        | Hartplatz | Carolina Alves   | Eden Silva Walerija Strachowa           | 6:2, 6:3  |
| 3.  | 9. Dezember 2023   | Montevideo | WTA Challenger | Sand      | María Carlé      | Freya Christie Yuliana Lizarazo         | 7:65, 7:5 |
| 4.  | 28. September 2024 | Pilar      | ITF W50        | Sand      | Carolina Alves   | Nicole Fossa Huergo Schibek Qulambajewa | 6:4, 7:5  |